# Mozerov

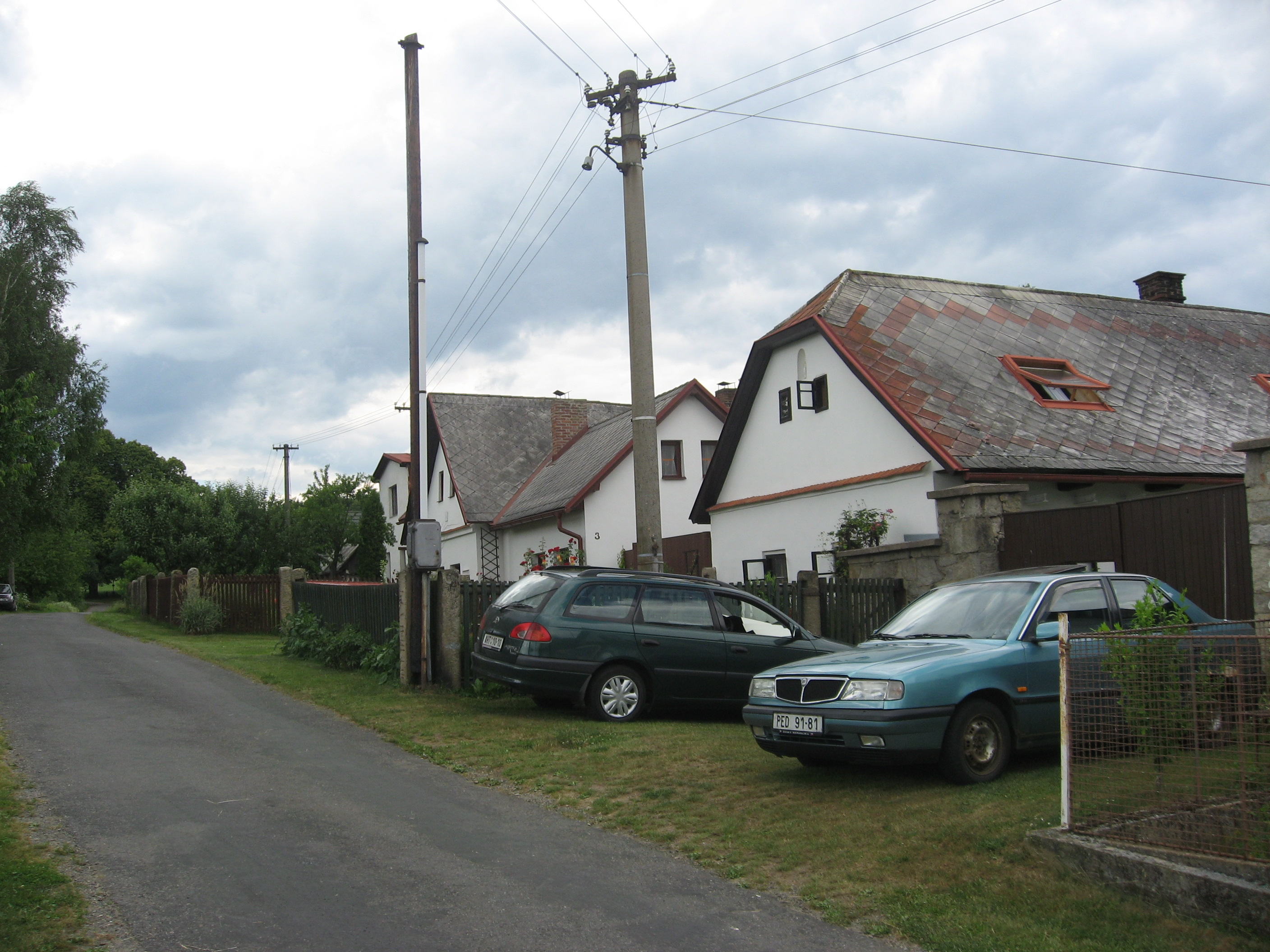
Ortsansicht

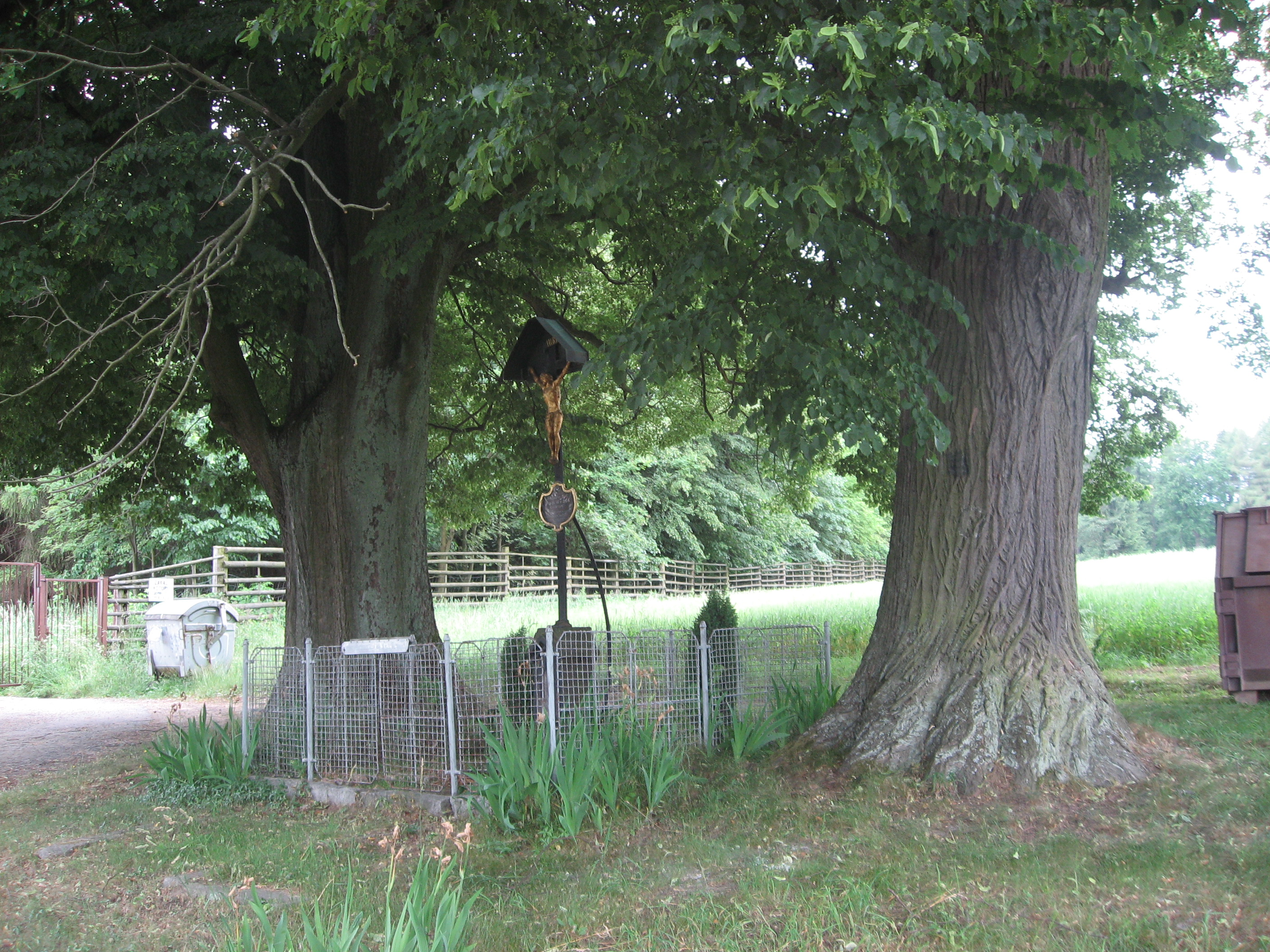
Flurkreuz am Abzweig nach Veselsko

Mozerov (deutsch Moserow) ist ein Ortsteil der Gemeinde Věž in Tschechien. Er liegt sieben Kilometer nordöstlich des Stadtzentrums von Humpolec und gehört zum Okres Havlíčkův Brod.

## Geographie
Mozerov befindet sich im Quellgebiet des Baches Veselský potok am nordöstlichen Abfall des Worlowkammes in der Křemešnická vrchovina (Křemešník-Bergland). Nordöstlich erhebt sich die Kalvárie (615 m n.m.), im Südosten der Lejchovec (588 m n.m.), südwestlich der Orlík (Worlow, 678 m n.m.) und im Westen der Kopec (655 m n.m.). Westlich des Dorfes erstrecken sich die Orlovské lesy (Worlowwald), dort entspringt der Křivoláčský potok. Im Südwesten liegt das Wildgehege Veselsko.
Nachbarorte sind Loskoty, Na Pelhřimáku und Bratroňov im Norden, Kojkovičky und Čekánov im Nordosten, Jedouchov im Osten, Svitálka, Květinov und Věž im Südosten, Veselsko, Skála und Leština im Süden, Čejov im Südwesten, Budíkov und Orlovy im Westen sowie Kejžlice, Nový Dvůr  und Blatov im Nordwesten.

## Geschichte
Mozerov wurde wahrscheinlich um 1730 durch den Besitzer des Gutes Věž, Franz Josef Moser, auf den Fluren des Hofes Veselsko, zu dem die Bewohner robotpflichtig waren, angelegt. Nach der Chronik von Věž soll Mozerov anfänglich aus sechs Häusern bestanden haben. Die erste urkundliche Erwähnung von Mozorow erfolgte im Jahre 1787. Zu dieser Zeit standen in dem Dorf 8 Häuser.
Im Jahre 1840 bestand das im Caslauer Kreis gelegene Dorf Moserow bzw. Mozerow aus 11 Häusern, in denen 88 Personen lebten. Abseits lagen der herrschaftliche Meierhof Weselsko mit einer Schäferei und einer Branntweinbrennerei sowie das Forsthaus Weselsko. Pfarrort war Skala. Haupterwerbsquelle bildete die Landwirtschaft. Bis zur Mitte des 19. Jahrhunderts blieb Moserow dem Gut Wiež untertänig.
Nach der Aufhebung der Patrimonialherrschaften bildete Mozerov ab 1849 einen Ortsteil der Gemeinde Věž im Gerichtsbezirk Deutschbrod. Ab 1868 gehörte der Ort zum Bezirk Deutschbrod. 1869 hatte Mozerov 58 Einwohner und bestand aus 12 Häusern. Nach dem Bau der neuen Grundschule in Věž wurden die Kinder aus Mozerov 1884 von Skála nach Věž umgeschult. Zum Ende des 19. Jahrhunderts führte der Ortsteil den Namen Mozerov-Veselsko. Im Jahre 1900 lebten in Mozerov 64 Menschen, 1910 waren es 50. Die Dorfglocke wurde 1917 als Kriegsmetall requiriert. 1930 hatte Mozerov 55 Einwohner und bestand aus 10 Häusern. Am 1. Juni 1934 brannte der Hof von František Plíhal (Nr. 9) – einer der letzten gezimmerten Bauernhöfe in der Gemeinde – vollständig nieder; da Mozerov über keine eigene Feuerwehr verfügte, kam die Wehr aus Jedouchov zum Einsatz. Während der deutschen Besetzung wurde das Dorf 1940 dem Bezirk Gumpolds zugeordnet, nach dem Ende des Zweiten Weltkrieges kam es zum Okres Havlíčkův Brod zurück. Der Fahrweg von Věž nach Mozerov wurde erst 1956 zur Straße ausgebaut. In den 1960er Jahren erfolgten Untersuchungen zur Tauglichkeit des Quellgebietes bei Mozerov für die Trinkwasserversorgung von Věž; danach wurde ein Wasserreservoir sowie Wasserleitungen zum Altenheim im Schloss Věž und zur JZD Věž angelegt. 1963 wurde Mozerov an das Elektrizitätsnetz angeschlossen. Beim Zensus von 2001 lebten in den 7 Häusern des Dorfes 3 Personen. Die ehemaligen Bauernhöfe werden heute überwiegend zur privaten Erholung genutzt.

## Ortsgliederung
Zu Mozerov gehört die Einschicht Veselsko (Weselsko).
Der Ortsteil Mozerov ist Teil des Katastralbezirkes Věž.

## Sehenswürdigkeiten
- Flurkreuz am Abzweig nach Veselsko
- Gusseisernes Flurkreuz am Westhang der Kalvárie, errichtet 1875 zusammen mit einer Steintreppe von den Eheleuten Pytlík aus Jedouchov zum Dank für die Verschonung durch den Teufel. Vor dem Bauern Jaroslav Pytlík war bei Feldarbeiten auf dem Gipfel des Hügels ein Staubteufel mit Zapfen, Nadeln und einem lebendigen Hasen aufgestiegen, er hielt den Luftwirbel für die Erscheinung des Teufels. Auf dem Gipfel der Kalvárie befand sich früher ein 50 m hoher hölzerner Aussichtsturm, in den 1960er Jahren wurde er wegen Verfalls abgerissen.
- Mufflongehege Veselsko